# Старчевачка култура
Старчевачка култура (међународним називом Starčevo-Körös-Criş комплекс) је средњонеолитска култура која се распростирала на централном Балкану током 4. и 5. миленијума п. н. е. Име је добила по локалитету Старчево, мешовитом насељу града Панчева.
Локалитети са обележјима ове културе се простиро од Трансданубије и Трансилваније на северу, до средњих подручја Албаније Скопске котлине на југу, Софијске висоравни на истоку и целе северне Хрватске и средње Босне на западу.
У ранијој фази културе градиле су се полуукопане колибе неправилног облика са шаторастом кровном конструкцијом, а у развијенијим фазама надземне правоугаоне колибе од густо плетеног грања и подовима од сабијене земље. Покојници су се покопавали унутар насеља, у згрченом положају и на боку.

## Настанак, порекло
Старчевачка култура има анатолијско порекло. Настала је на местима где је раније постојала мезолитска култура Лепенског вира, али не наставља у потпуности њену традицију у антрополошком и културолошком смислу. 
Опсег ширења Старчевачке културе показују налази са локалитета широм Балкана и средње Европе, па је тачније користити назив Старчево-Кереш-Криш, по најважнијим налазиштима у Србији, у Мађарској и Румунији, пошто овај назив означава јединство три блиске културе: старчевачке, керешке и кришке културе које су обухватале велико подручје данашње југоисточне Мађарске, Србије и Румуније.
Старчевачка култура доноси почетке сталног насељавања становништва и пољопривреде (гајење пшенице, јечма и проса) и узгајања стоке (овце/козе и говеда), док су лов и риболов мање заступљени.

## Друштвено уређење
Основна делатност ове културе била је пољопривреда (земљорадничка, сточарска), сакупљање плодова, лов и риболов. Становали су у глиненим кућама углавном поред великих река: Дунава, Саве и Мораве. Пронађени предмети су грубо кухињско посуђе и разни други предмети израђени од полираног камена. Новим таласом придошлица из Анадолије ову културу заменила је винчанска култура.

## Историја истраживања
Прва ископавања на локалитету Старчево, који се налази на левој обали Дунава, вршио је 1939. године Миодраг Грбић. Средином педесетих година XX века, истраживања су вршили Милутин Гарашанин као и Драга Гарашанин. Пронађене су доста грубе керамичке посуде, али и керамика осликана са геометријским орнаментима, као и антропоморфне фигурине рађене од печене земље. Пронађена су и оруђа од камена и костију. Датирање налаза није сасвим поуздано, али се узима да покривају период петог миленијума пре нове ере.
Истраживања на вредним налазиштима на подручју уз реку Тису настављена су 2015. године. Радило се на два налазишта: неолитском, на локалитету Борђош и старчевачком, на локалитету Пречка. Током радова откривени су вредни предмети попут кашике старе 7.000 година, а дошло се и до других научних открића.
У истраживању је, први пут у Србији, коришћена геомагнетна проспекција ширег подручја такозваног борђошког платоа, који се налази уз реку Тису. Српско-немачки тим стручњака чинили су археолози Музеја Војводине из Новог Сада и њихове колеге са Института за праисторију и рану историју „Kристијан Албрехт” универзитета у Kилу.
Дошло се до сазнања да су се тамо пре 8.000 година појавили први ратари и сточари.
Током истраживања локалитета на Пречки, пронађен је и скелет Старчевца, стар 8.000 година. Утврђено је да се ради о такозваном згрченом сахрањивању.